# 八字結
八字結是一種繩結，可用於防止繩索脫離某一裝置，因而對航海及攀岩十分重要。